# Sievekingia peruviana
Sievekingia peruviana är en orkidéart som beskrevs av Robert Allen Rolfe och Charles Schweinfurth. Sievekingia peruviana ingår i släktet Sievekingia och familjen orkidéer. Inga underarter finns listade i Catalogue of Life.